# Swiss Finance Institute
Das Swiss Finance Institute (SFI) ist eine gemeinnützige Stiftung und ein akademisches Forschungsinstitut in der Schweiz. Es bezweckt die wettbewerbsorientierte Förderung von Hochschulinstitutionen und Netzwerken in Forschung und Lehre, die den Schweizerischen Wissenschafts- und Finanzplatz stärken soll.

## Geschichte
Das Institut wurde 2005 unter Federführung der Schweizerischen Bankiervereinigung durch die Fusion der Vorgängerinstitutionen, dem «Centre International FAME pour la Gestion de Patrimoine et l'ingénierie Financiere» (CFAME), der Swiss Banking School-Stiftung sowie der Stiftung Banking and Finance an der Universität Zürich, in Form einer Stiftung mit Sitz in Zürich und einem Startkapital von 75 Millionen Franken gegründet.
Das Swiss Finance Institute nahm seine Tätigkeit Anfang 2006 auf, mit dem Zweck der wettbewerbsorientierten Förderung von Hochschulinstitutionen und Netzwerken in Forschung und Lehre. Dadurch sollen der Standort des Schweizerischen Wissenschafts- und Finanzplatzes gestärkt und nutzbare Ergebnisse für Forschung und Praxis erzielt werden, um somit die Spitzenposition der Schweizer Bank- und Finanzbranche zu erhalten. 2006 wurden zudem mehrere Universitäten Stiftungspartner.
Bis 2007 richtete das SFI Kompetenzzentren in Zürich, der Region Léman und Lugano ein und zählte rund 40 Professoren zu seiner Fakultät. In den folgenden Jahren baute das SFI seine Forschungs- und Bildungsaktivitäten weiter aus und zusammen mit Universitäten wurden neue Lehrstühle geschaffen und Master- und Diplomprogramme konzipiert.
Später wurde der NFS Finrisk, Teil eines etablierten Förderinstruments des Bundes für Spitzenforschung in der Schweiz, welcher sich auf die Bewertung und das Risikomanagement im Finanzbereich konzentrierte, in das SFI integriert.
Das Institut wurde bis zu seinem Amtsantritt als Mitglied des dreiköpfigen Direktoriums der Schweizerischen Nationalbank per Anfang 2010 von Jean-Pierre Danthine geleitet. Dieser hatte schon zuvor neun Jahre lang das «International Center FAME for Financial Asset Management and Engineering» (CFAME) als eine der drei Vorgängerorganisationen des SFI geleitet.
Zwischen Februar 2011 und Oktober 2016 stand das Institut unter der Leitung von Claudio Loderer. Seit November 2016 leitet François Degeorge das Swiss Finance Institute.
Die SFI Master Classes wurden 2019 eingeführt, um finanzwissenschaftliche Erkenntnisse zeitnah in die Praxis zu übertragen. Sie sind Teil des überarbeiteten Weiterbildungsangebots für erfahrene Fachkräfte aus der Industrie.
Im Februar 2022 schloss sich die Universität St. Gallen als Partneruniversität an und im Januar 2024 trat die Universität Basel der Stiftung als Partneruniversität bei.

## Organisation
Zur Fakultät des SFI zählen Professoren der Eidgenössischen Technischen Hochschule Lausanne, ETH Zürich, Universität der italienischen Schweiz, Universität Basel, Universität Genf, Universität Lausanne, Universität St. Gallen und der Universität Zürich.
Getragen wird die Stiftung durch die Mitgliedsinstitute der Schweizer Bankiervereinigung (SBVg), den Dachverband Schweizer Banken und ausländischen Banken mit Sitz in der Schweiz, sowie die SIX Swiss Exchange. Die Finanzierung erfolgt anteilig durch die Banken.
Der Stiftungsrat setzt sich aus Vertretern aus Wirtschaft und Wissenschaft zusammen. Das Amt des Stiftungsratspräsidenten hält Stefan Seiler, Mitglied der Konzernleitung der Schweizer Bank UBS, Vizepräsidenten sind Stephanino Isele, Mitglied der Generaldirektion der Zürcher Kantonalbank und Olivier Roussy, Mitglied des Verwaltungsrats der Raiffeisen Schweiz.
Der Stiftungsrat wird zudem von einem wissenschaftlichen Beirat unterstützt, der aus verschiedenen internationalen Finanzwissenschaftlern besteht. Präsident des Beirates ist Marco Pagano von der Universität Neapel Federico II.

## Tätigkeit
Das Swiss Finance Institute ist eine Forschungs- und Bildungseinrichtung im Bereich Banking und Finance in der Schweiz. Es wurde gegründet, um die akademische Forschung in diesem Bereich zu fördern und den Austausch zwischen Wissenschaft und Praxis zu erleichtern.

### Akademische Tätigkeiten
Die rund 100 Professorinnen und Professoren, die Teil der SFI-Fakultät sind, forschen und lehren in den Themengebieten Financial Markets, Financial Institutions, Portfolio Management and Asset Classes, Corporate Finance and Governance sowie Frontier Topics. Die Forschenden am SFI veröffentlichen regelmässig wissenschaftliche Arbeiten in international renommierten Fachzeitschriften und präsentieren ihre Ergebnisse auf Konferenzen sowie in verschiedenen akademischen und praxisorientierten Veranstaltungen.
Die SFI-Partneruniversitäten bieten diverse Programme in Banking und Finance auf Bachelor- und Master-Stufe an. Das SFI betreibt zudem ein Finance-Doktorandenprogramm mit internationaler Ausrichtung. Im Rahmen dieser universitären Ausbildungsaktivitäten kooperiert das Institut mit seinen Schweizer Partneruniversitäten, welche die Studiengänge und deren Lehrveranstaltungen anbieten. In selbigen sind SFI-Professoren aktiv, das SFI selbst vergibt jedoch keine akademischen Titel.
Neben der finanziellen Förderung vergibt das SFI jährlich den SFI Outstanding Paper Award. Dieser Preis würdigt unveröffentlichte Forschungsarbeiten im Forschungsfeld Finanzen, die von einem Komitee aus allen SFI-Professoren mit Lehrstuhl am Institut ausgewählt werden.

### Industrieorientierte Tätigkeiten
Das SFI organisiert Workshops, Weiterbildungsprogramme sowie öffentliche Veranstaltungen und Vorträge, um wissenschaftliche Erkenntnisse Mitarbeitenden der Trägerbanken des SFI zugänglich zu machen. Zu den Weiterbildungsprogrammen gehören die sogenannten SFI Master Classes. Hierbei handelt es sich um Weiterbildungsformate, die von Fachkräften aus der Finanzbranche und SFI-Fakultätsmitgliedern geleitet werden. Im Gegensatz zu anderen Weiterbildungsangeboten sind die Kurse zeitlich flexibler und können daher aktuelle Themen und Entwicklungen der Finanzbranche zeitnah aufgreifen. Diese Kurse richten sich vor allem an Fachleute, die bereits mehrere Jahre in der Finanzbranche tätig sind.

## Ranking
Das Swiss Finance Institute (SFI) gehört laut dem Ranking der W. P. Carey School of Business zu den besten 10 Finanzforschungszentren der Welt.

## Kritik
Die Schweizer Recherchegruppe WAV und verschiedene Online-Magazine kritisieren den Einfluss des SFI auf wirtschafts- und finanzpolitische Fakultäten Schweizer Universitäten. Dieser zeige sich etwa darin, dass Promotionskurse vom SFI organisiert und finanziert werden, obwohl die Promotionstitel von den Universitäten vergeben werden. Artikel in Republik und Das Lamm sprachen von möglichen Interessenkonflikten durch Nebenverdienste, die Professoren im Rahmen eines selektiven Förderkreises erhalten. Mit der Förderung seien enge Publikationskorridore in ausgewählten Fachzeitschriften verbunden, wodurch Beiträge abseits der Neoklassik erschwert würden. Während eine Projektförderung durch Banken oder Stiftungen generell nicht ungewöhnlich ist, wird beim SFI-Modell kritisiert, dass Einzelpersonen und nicht Lehrstühle oder Projekte gefördert werden. Das SFI begründet diese Praxis damit, dass so hochqualifizierte Forschende in der Schweiz gehalten werden können, was angesichts niedrigerer Gehälter an Universitäten nötig sei. Nach Angaben der Universität Zürich sind Beiträge privater Geldgeber via SFI essentiell, um die besten Finanzforschenden anzuziehen und zu halten.